# Patrick le Quément

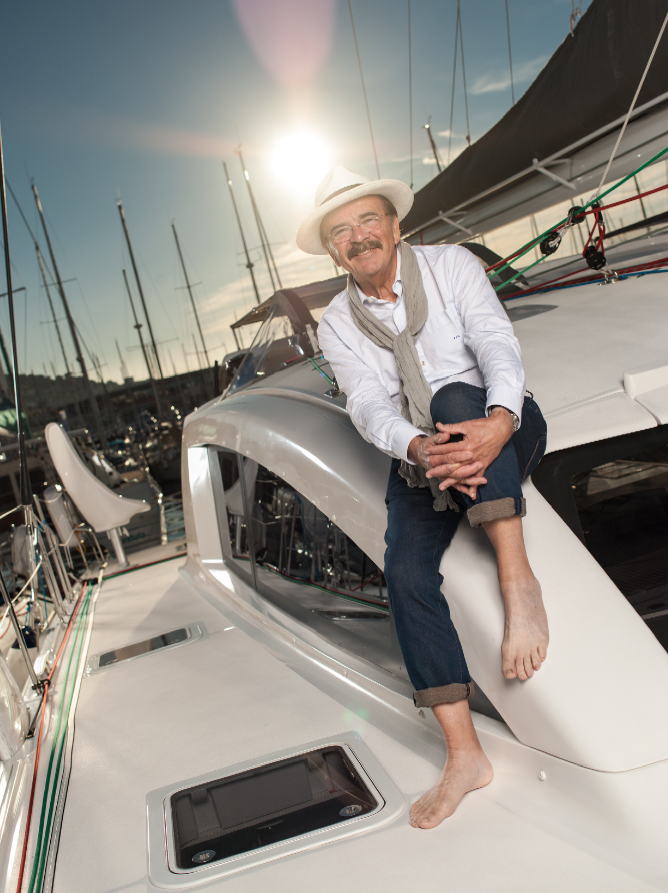
Patrick le Quément

Patrick le Quément (Marseille, 4 februari 1945) is een Frans auto-ontwerper en Senior Vice President Corporate Design van Renault S.A., alsmede Design Consultant voor Nissan Motors.
Le Quément werd in 1945 in Marseille geboren. Hij begon zijn carrière als auto-ontwerper bij Simca S.A., waar hij slechts een jaar verbleef. Vervolgens richtte hij samen met vriend John Pinko het ontwerpbureau Style International op, dat echter eind 1968 failliet ging. Hij trad daarna in dienst bij Ford waar hij zich weer concentreerde op het ontwerpen van auto's. De Ford Sierra (ontwerp 1979, in productie vanaf 1982) was daar zijn eerste grote wapenfeit. In 1987 vroeg Renault S.A. in de persoon van Raymond Levy hem de leiding van Renaults ontwerpcentrum op zich te nemen. Hij was aldaar verantwoordelijk voor onder meer de Renault Twingo (1993), de Renault Espace van 1994 en 1998, de Renault Scénic (1996), de Renault Mégane (1994), de Renault Laguna I (1994), de Renault Kangoo (1998), en de controversiële Renault Avantime (2001-2003) en Renault Vel Satis (2002).
Le Quéments werk hoeft naar eigen zeggen niet door iedereen mooi gevonden te worden. "De toekomst is niet aan ontwerpers die modellen creëren die door niemand lelijk gevonden worden, maar aan ontwerpers die modellen ontwerpen die mensen haten dan wel prachtig vinden". De eerste test van die filosofie was de Twingo; 50% van de consumenten vonden het model niets, 25% twijfelde en de overige 25% wilde weten waar ze er een konden bestellen. De Twingo werd een groot succes, in tegenstelling tot enkele andere Renault-modellen als de Avantime en de Vel Satis. Sommigen geven Le Quément de schuld van de "verlelijking" van tegenwoordige auto's als de huidige BMW 7-serie (overigens geen ontwerp van Le Quément); confronterend zijn Le Quements ontwerpen echter zeker.
Le Quément ontving diverse prijzen voor zijn werk, waaronder de Franse Grand Prix National voor Industrieel Ontwerp (1992), een eredoctoraat van de University of Middle England, en De 2002 Lucky Strike Designer Award van de Raymond Loewy Foundation.